# 潘德阿蘇卡爾峰
8°48′N 70°59′W / 8.800°N 70.983°W
潘德阿蘇卡爾峰是委內瑞拉的山峰，位於該國西部梅里達州，屬於庫拉塔山脈的一部分，處於梅里達市東北面27.7公里，海拔高度4,680米。